# Jan Van Looveren
Jan Van Looveren (26 december 1968) is een Vlaamse acteur en televisiepresentator. Hij werd vooral bekend als de Joeri uit Tragger Hippy en diverse reclamespots.
Van Looveren volgde een bakkersopleiding en had een eigen bakkerij. Ondertussen acteerde hij als hobby en nam acteerlessen. In 1997 had hij zijn eerste rol in Windkracht 10. Later verkocht hij zijn bakkerij en werd acteur. Van 2003 tot 2007 speelde hij de rol van inspecteur Jean Bellon in Zone Stad.
In oktober en november 2007 speelde hij de rol van Lee Posuksi in de De Kiekeboes-theatervoorstelling Baas boven baas.
In 2009 en 2010 presenteerde hij met komiek Philippe Geubels het televisieprogramma M!LF.
Jan Van Looveren is ook de stem van Bumbalu (Studio 100). Hij speelde in 2011 en 2019 de rol van sir Galahad in de musical Spamalot. In 2012 volgde een nieuw musicalavontuur, Van Looveren speelde Franz Liebkind in de musical De Producers. Hij zong ook bij de Antwerpse De Grungblavers een project van Guillaume Van der Stighelen.
Van 2013 tot 2017 presenteerde hij samen met Britt van Marsenille en Thomas Vanderveken zes seizoenen het consumentenprogramma Voor hetzelfde geld op Eén. In dat programma werd in het dagelijkse leven naar manieren gezocht om geld te besparen of verdienen.
Eind 2013 tekende hij een exclusiviteitscontract bij Eén. In 2015 was hij er te zien in Ja Jan, waarin hij "ja" zei op allerlei aanbiedingen.
In 2016 tekende Van Looveren bij Warner Bros International Television Production België een driejarig exclusiviteitscontract, waarin hij instond voor de ontwikkeling van nieuwe programma's en de adaptatie van buitenlandse formats voor de Vlaamse markt. Een eerste programma voor Warner Bros werd Op weg met Jan dat in de lente van 2017 op Eén werd uitgezonden.
Voor Eén presenteert hij - opnieuw met Britt van Marsenille en Thomas Vanderveken - sinds 2019 het opvolgprogramma voor Voor hetzelfde geld, getiteld FactCheckers. Daarin worden elke week drie populaire of opvallende voor waar aangenomen beweringen onderzocht op hun waarheidsgetrouwheid. Het eerste seizoen kwam in de lente van 2019 in het uitzendschema, het tweede in 2020-2021 en het derde seizoen liep begin 2022. In januari 2023 werd een special over geld uitgezonden.
In het najaar van 2022 ging hij op tournee met zijn eerste theatershow Loslaten. In 2023 was hij vijf afleveringen lang te zien als Minotaurus in The Masked Singer. Hij eindigde op een knappe 7de plaats. Hij treedt vanaf 2022 met Dirk Cassiers op onder de naam Ratpak en brengen evergreens van Frank Sinatra en Dean Martin.
Hij maakte Boomer, een humoristische fictiereeks over zijn gezin waarin hij (een fictieve versie van) zichzelf speelt. De reeks werd uitgezonden op VRT 1 in het najaar van 2023. Zijn echtgenote Els Béatse en oudste dochter spelen hierin mee.
In 2024 was hij een van de kandidaten in het kookprogramma CelebrityMasterchef Vlaanderen op Play4.